# Starý Jičín
Starý Jičín je obec, která se nachází v okrese Nový Jičín v Moravskoslezském kraji, zhruba 4 kilometry jihozápadně od Nového Jičína. Žije zde přibližně 3 000 obyvatel.

## Název
Místní jméno bylo odvozeno od osobního jména Dika (vyslovováno ďika), jehož základem je přídavné jméno dik(ý) - "divoký". Hlásková změna Di- > Ji- sice není ve staré češtině přímo doložena, ale předpokládá se na základě běžné změny Dě- > Jě-. Původně tedy jméno osady znělo Dičín a jeho význam byl "Dikův majetek". Od 14. století se přidával přívlastek Starý na rozlišení od sousedního Nového Jičína, na nějž bylo jméno též přeneseno. Německé jméno Titschein (jeho vlivem se do 15. století v češtině užívalo též Tičín) vychází z původní české podoby Dičín.

## Historie
První písemná zmínka o obci pochází z roku 1240. Kostel svatého Václava je však svým původem starší, patrně již z století 12. a tak v sobě obsahuje snad všechny historické slohy. Původní svatováclavský farní kostel tvořila v určité podobě jen dnešní jižní kaple svatého Kříže a mohutná věž je zmiňována již roku 1376. Po roce 1530 prodělal chrám rozhodující renesanční přestavbu a gotická věž získala atypickou renesanční atiku. Během barokní přestavby (1715-1721) bylo vystavěno nové kněžiště, klenba, baziliková okna a patrová kruchta. Po roce 1830 byly dřevěné tribuny strženy a nahrazeny kamenným zděným chórem. Pod otářem kostela byla nalezena krypta která obsahovala také měděnou rakev se znakem Žerotínů z roku 1613 se čtyřmi rodokmeny. Krypta byla při výstavbě mramorové dlažby zasypána z důvodu stability kostela. Z východní strany ke kostelu přiléhá rovněž hrobka rodu Deymů, posledních majitelů starojičínského panství, kteří jej vlastnili až do roku 1945. Kolem chrámu se nacházel dříve také hřbitov. Ten byl později nahrazen novým, rozkládajícím se severně, na úpatí václavského kopce. Za zmínku stojí také kryté schodiště, které propojuje areál kostela se starou farou. Ve věži chrámu se nachází tři zvony; největší z nich (sv. Václav) o hmotnosti 3000 kg pochází z roku 1579, dále menší zvony (Panna Maria a sv. Cyril) z roku 1603 a 1735. V sobotu 7. května 2022 přinesla TV Noe přímý večerní přenos z tohoto chrámu (modlitbu za Ukrajinu).
Od roku 1992 pořádá TJ Orel vždy kolem 28. září od kostela sv. Václava "Svatováclavský běh". Zajímavým bodem běhu pro všechny kategorie je stoupání na Hrad Starý Jičín. Běží se po asfaltových cestách i cestách s přírodním povrchem.
Nový Svatováclavský prapor s vyšívaným zobrazením jedoucího knížete (se zlatým nápisem "Svatý Václave, nedej zahynouti nám ni budoucím"), inspirovaným barokním obrazem světce na hlavním oltáři chrámu, vysvětil na mši ve středu 28. září 2022, za zpěvu Svatováclavského chorálu, ředitel TV Noe Leoš Ryška.

## Pamětihodnosti
- Hrad Starý Jičín, zřícenina
- Kostel svatého Václava
- Sloup malého práva hrdelního
- Socha svatého Jana Nepomuckého na náměstí
- Sochy svatého Floriána a svatého Vendelína
- Kašna s bronzovým sousoším Anděla strážného na náměstí
- Bývalý zámek
- Oční studánka (Augenbrünnel) s kapličkou Panny Marie Svatohostýnské

## Části obce
- Starý Jičín
- Dub
- Heřmanice
- Janovice
- Jičina
- Palačov
- Petřkovice
- Starojická Lhota
- Vlčnov

## Obyvatelstvo

Věková struktura obyvatel obce Starý Jičín roku 2011
Rodinný stav obyvatel obce Starý Jičín roku 2011
Vzdělání obyvatel obce Starý Jičín roku 2011

## Doprava
Vesnici prochází silnice první třídy I/48.

## Osobnosti
- Jan Pěček (1841–1923), římskokatolický kněz, vysvěcen r. 1867. V době kdy byl starojičínským farářem, spoluzakládal v r. 1895 s novojičínským kaplanem P. Janem Šrámkem (1870 – 1956) Katolicko-politickou jednotu pro politický okres Jičín[7]

- Ignác Kremel (1865–1929), římskokatolický kněz, rodák z Janovic, vysvěcen r. 1888. Křtitel pozdějšího kardinála a biskupa litoměřického Štěpána Trochty.[8][9]

## Galerie

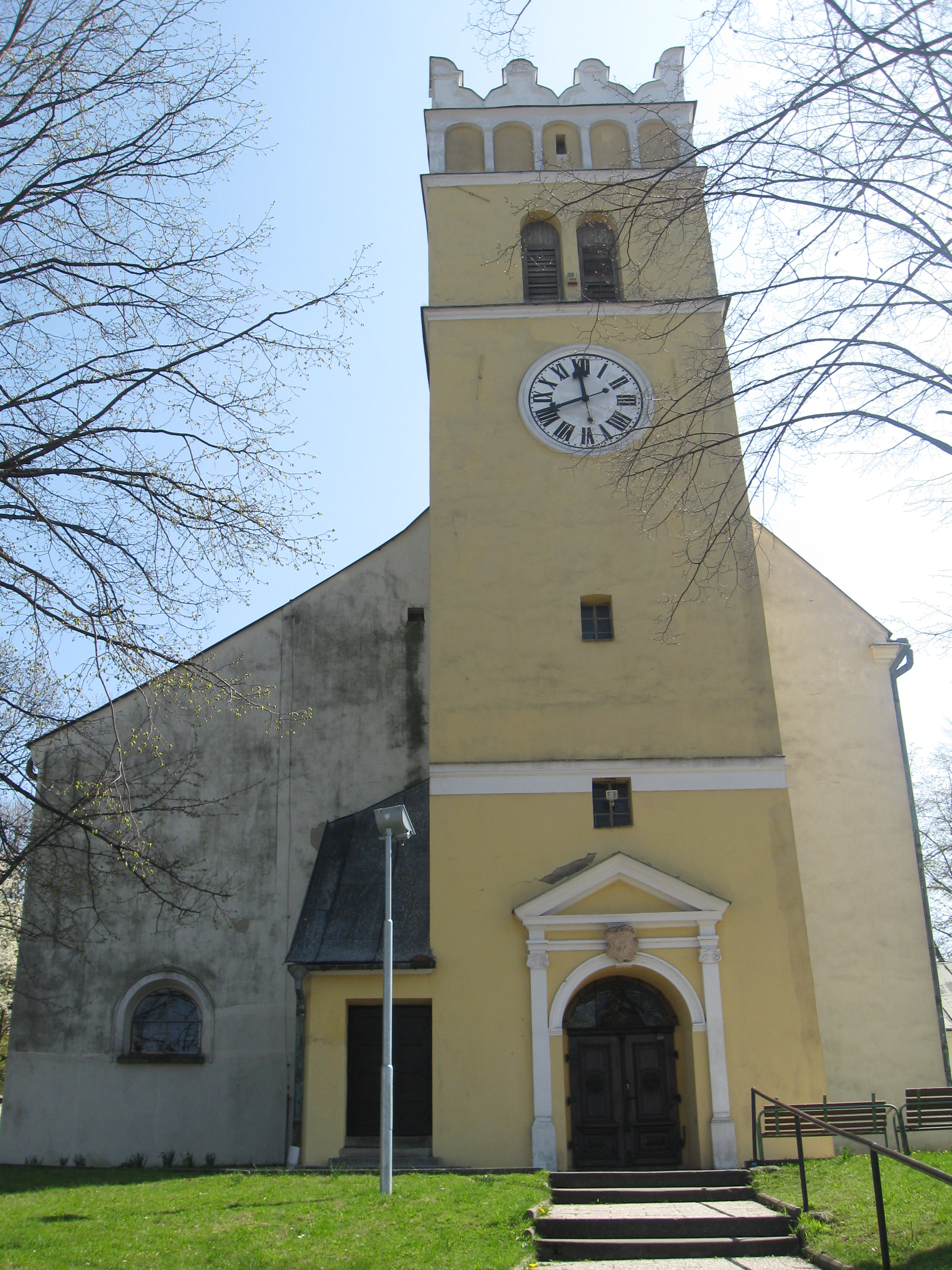
Kostel Svatého Václava
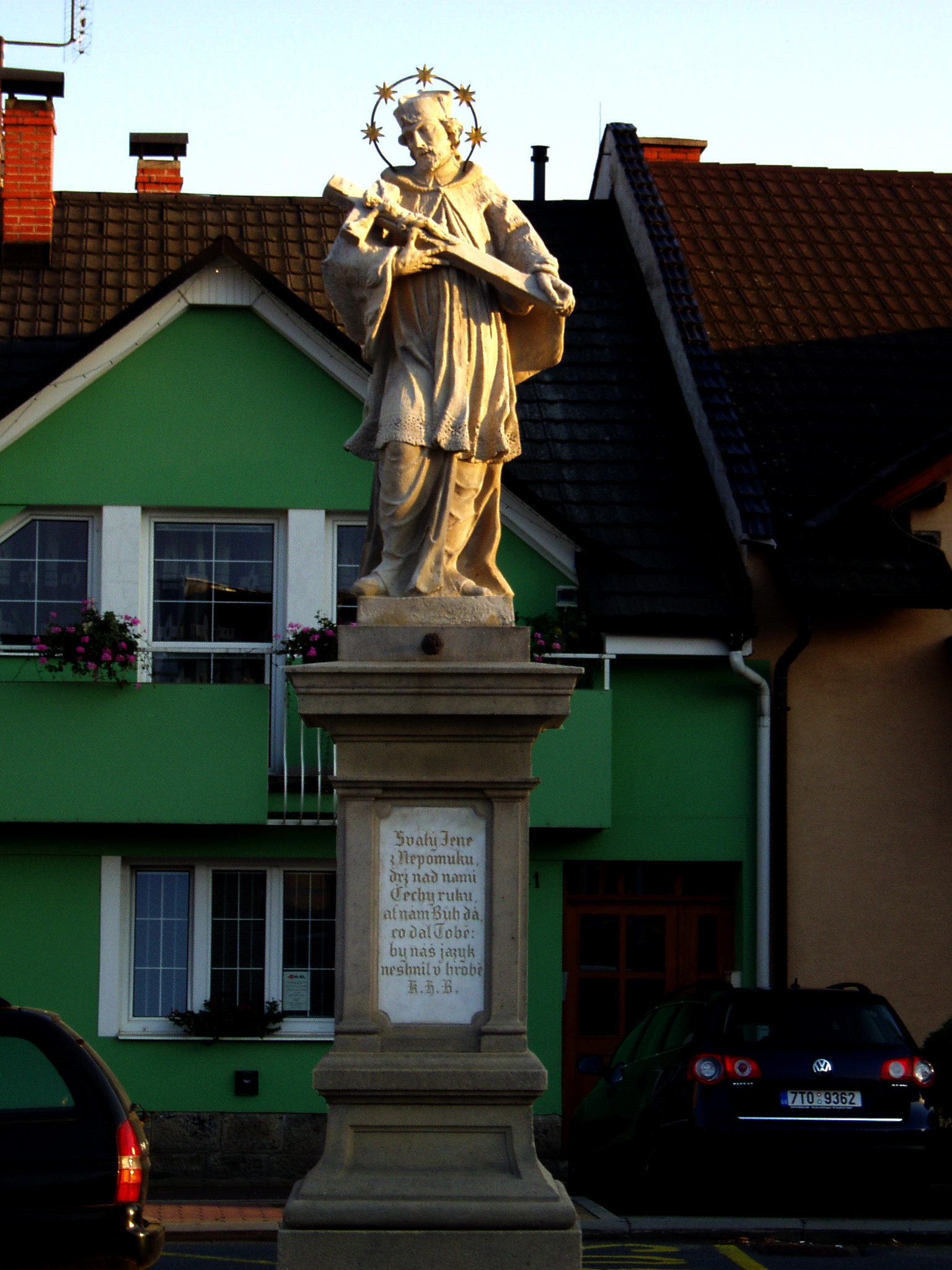
Socha svatého Jana Nepomuckého na náměstí
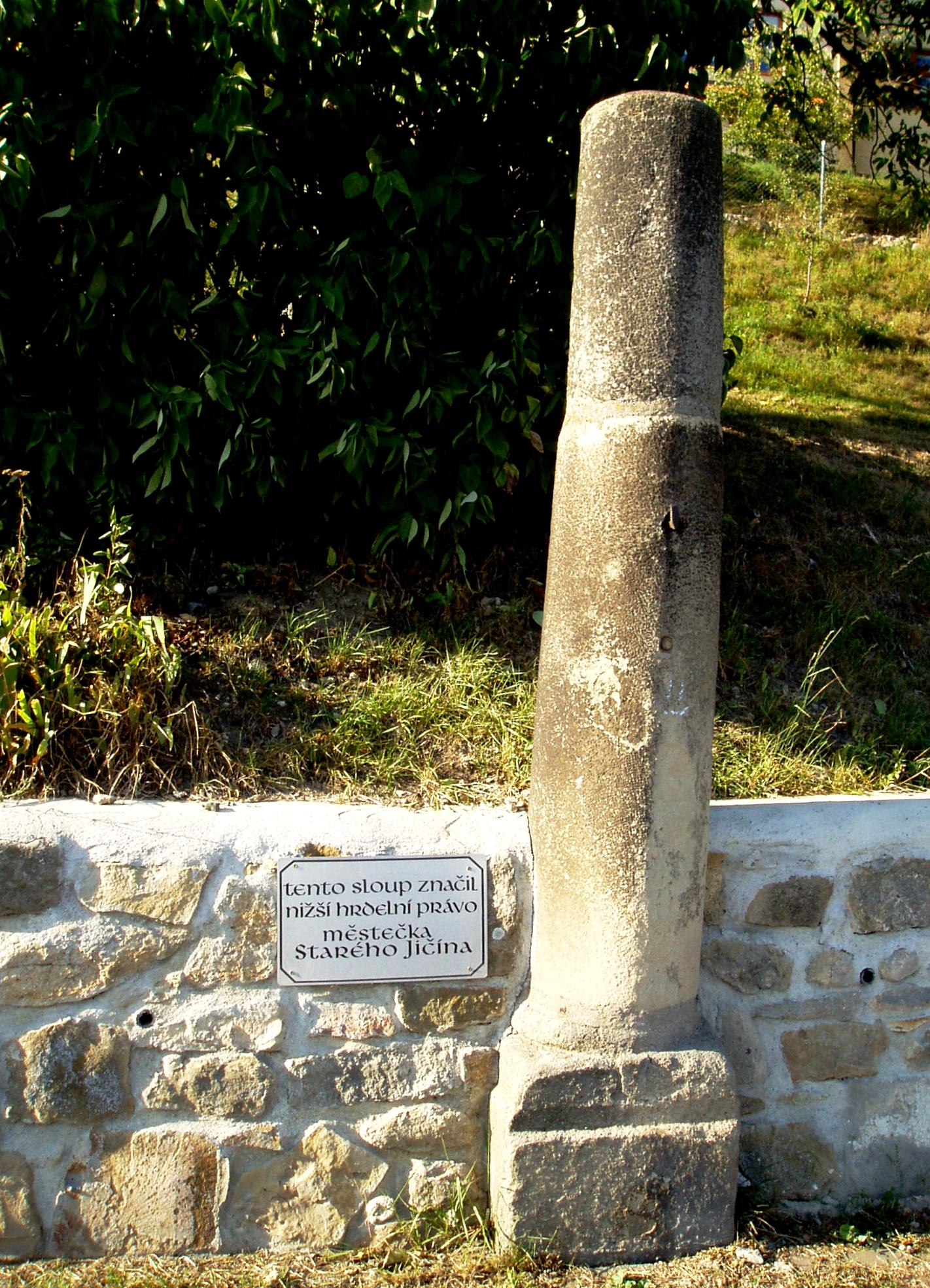
Sloup malého práva hrdelního (pranýř)
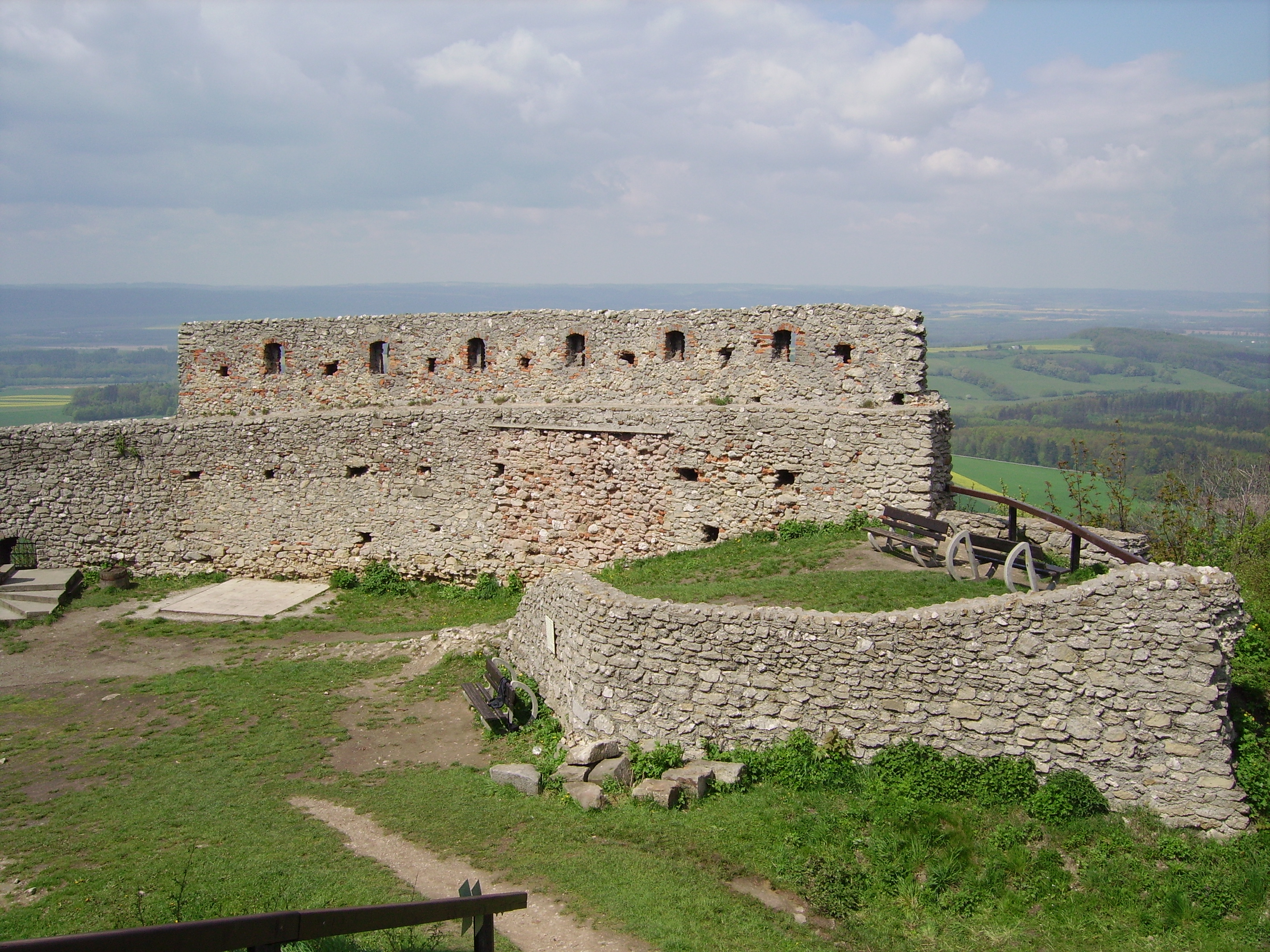
Zřícenina hradu (bastion)
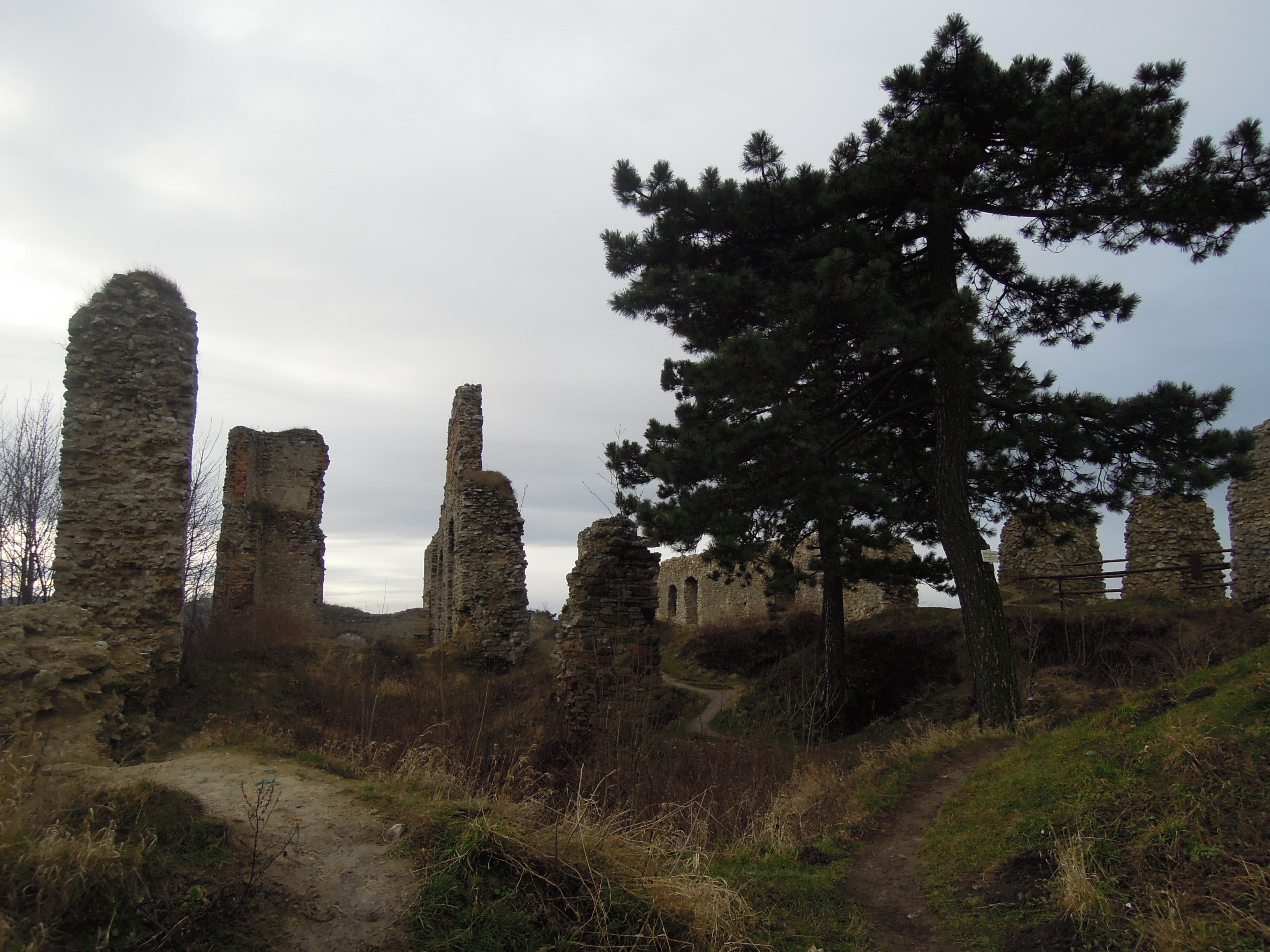
Zřícenina hradu
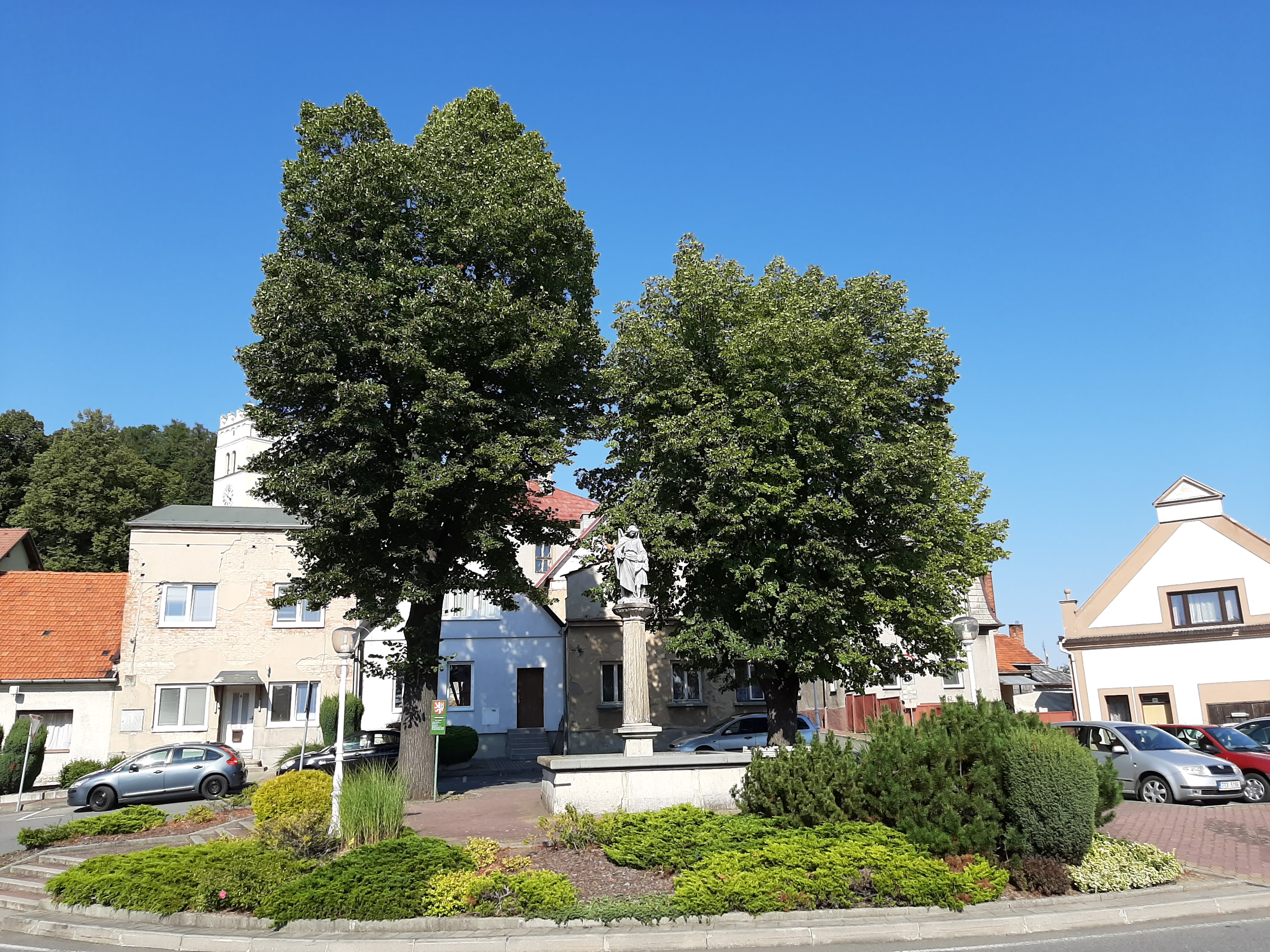
Náměstí ve Starém Jičíně
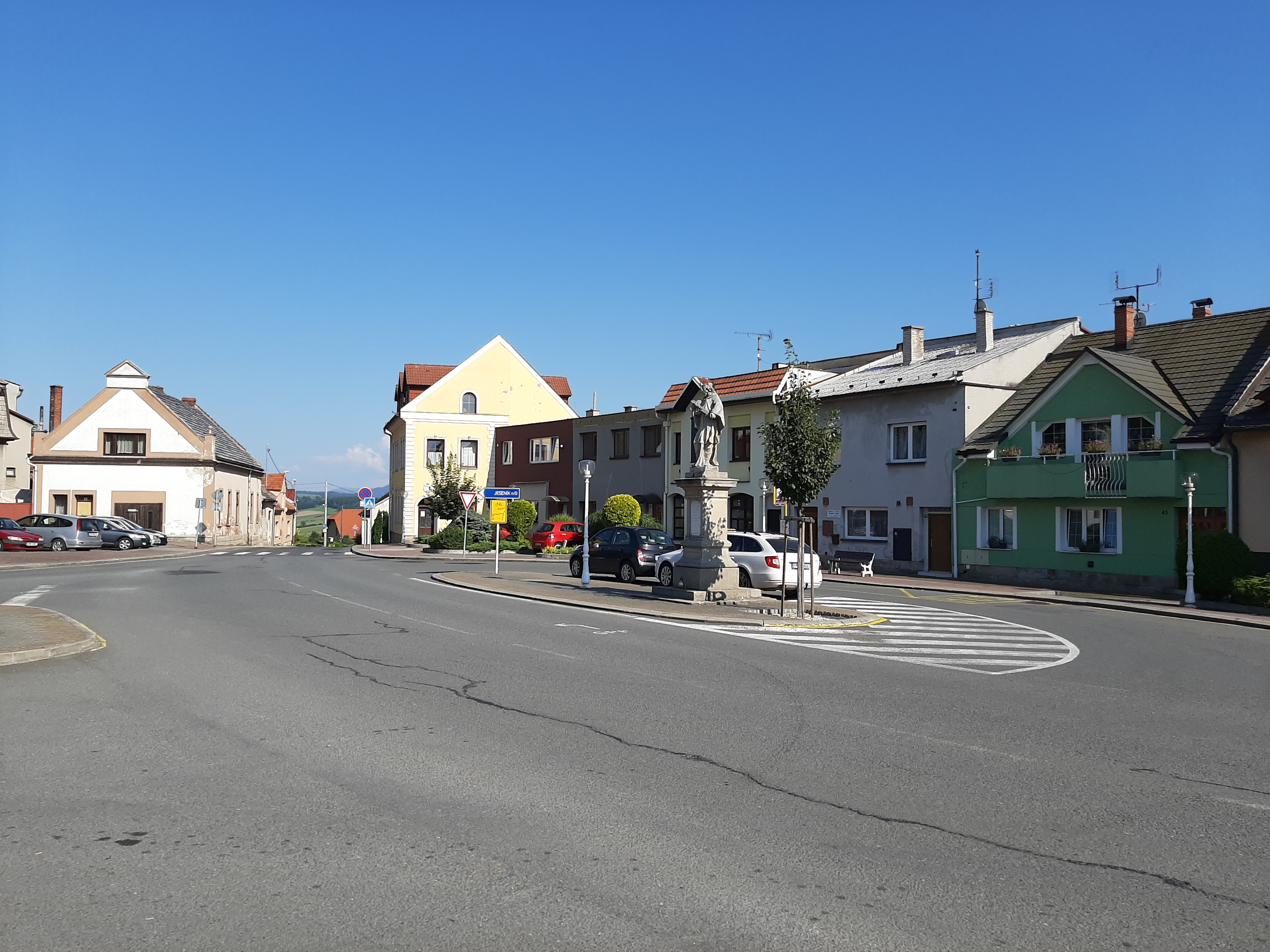
Náměstí ve Starém Jičíně
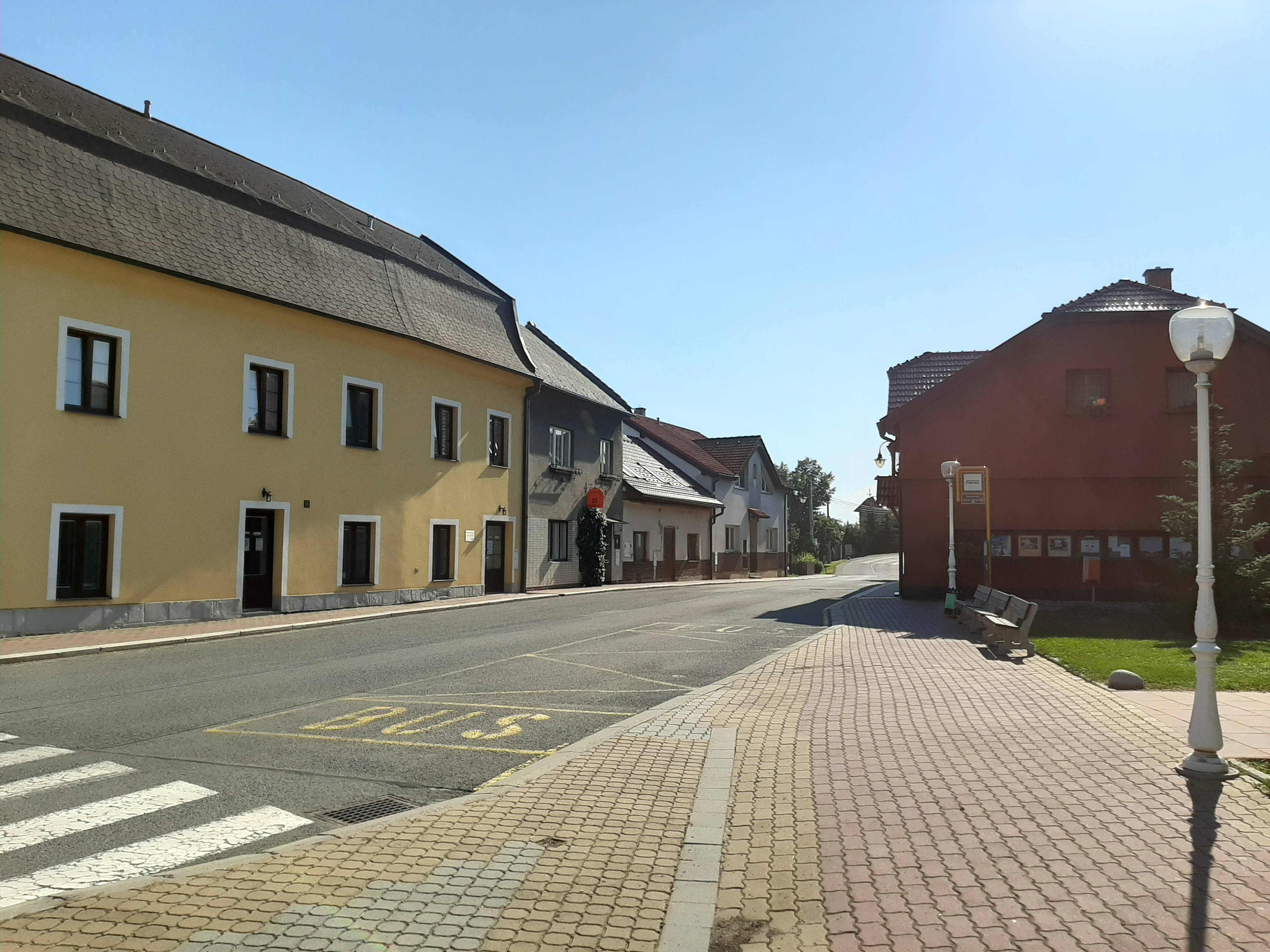
Náměstí ve Starém Jičíně